# Ole Kittner
Ole Kittner (Münster, 1987. október 15. –) német labdarúgóhátvéd.

## Klubcsapatban
1993-ban kezdte pályafutását a helyi SC Münster 08 csapatában. 2005-ben lett a Rot Weiss Ahlen játékosa. A felnőttcsapatban 2007-ben mutatkozott be. 2010-ben csapatot váltott és a TuS Koblenz együttesébe igazolt. Itt 33 meccsen 3 gólt lőtt. 2011-ben lett az SV Sandhausen játékosa. 2013-ban távozott a klubtól.